# The Salesman
The Salesman (persiska: فروشنده/Forušande) är en iransk film från 2016 med regi och manus av Asghar Farhadi. Vid Oscarsgalan 2017 vann filmen priset i kategorin för Bästa icke-engelskspråkiga film. 2016 vann filmen priset för bästa manus och bästa manliga skådespelare (Shahab Hosseini) i Cannes filmfestival.

## Roller i urval
- Shahab Hosseini – Emad
- Taraneh Alidoosti – Rana
- Babak Karimi – Babak
- Farid Sajadhosseini – The Man
- Mina Sadati – Sanam
- Maral Bani Adam – Kati
- Mehdi Koushki – Siavash
- Emad Emami – Ali
- Shirin Aghakashi – Esmat
- Mojtaba Pirzadeh – Majid
- Sahra Asadollahi – Mojgan
- Ehteram Boroumand – Mrs. Shahnazari
- Sam Valipour – Sadra